# Anita Teilāne
Anita Teilāne (Riga, 27 agosto 1985) è un'ex cestista lettone.
Alta 196 cm, giocava come centro.

## Carriera
Con la Lettonia ha disputato i Campionati europei dei 2007.